# Gua (grup humà)
Els gua (o anum-boso) són els membres d'un grup ètnic guang que viuen a les regions Oriental i Volta de Ghana. Hi ha entre 60.200 (2003) i 79.000 guans. El seu codi ètic és NAB59a i el seu ID és 10357.

## Situació geogràfica i pobles veïns
El territori gua està situat a l'est del llac Volta, a les regions Oriental i Volta de Ghana.
Segons el mapa lingüístic de Ghana de l'ethnologue, el territori gua està a la riba oriental del llac volta i té com a veïns els ewes al nord, est i sud-est i els àkans al sud. A l'oest limita amb el llac. El territori guan està on hi ha la presa del llac Volta, just al final d'aquest.

## Llengua
La llengua materna dels guans és el gua, que té dos dialectes: l'anum i el boso, que són els altres noms que rep el grup ètnic. A més a més, també parlen l'àkan.

## Religió
El 80% dels guans són cristians i el 20% creuen en religions africanes tradicionals. La meitat dels guans cristians pertanyen a esglésies independents, el 25% són catòlics i l'altra quarta part són protestants. Segons el joshuaporject el 21% dels guans cristians segueixen el moviment evangèlic.